# Calmeilles
Calmeilles en francés y oficialmente, Calmella en catalán, es una localidad y comuna, situada en el departamento de los Pirineos Orientales, en la región de Occitania y comarca histórica del Rosellón en Francia. 
Sus habitantes reciben el gentilicio de Calmellenc, calmellenca.

## Geografía

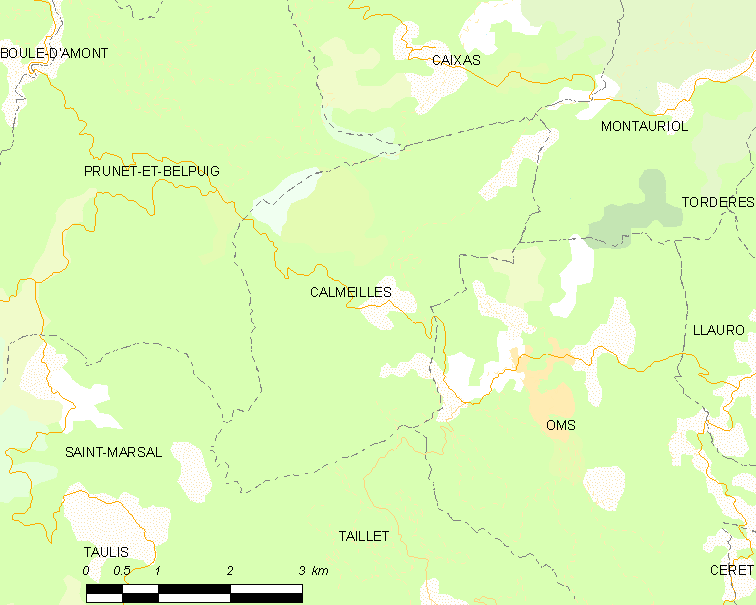
Situación de Calmeilles

## Demografía
| 43 | 45 | 46 | 37 | 41 | 42 |
| Para los censos de 1962 a 1999 la población legal corresponde a la población sin duplicidades (Fuente: INSEE [Consultar]) |    |    |    |    |    |